# 尚多特尔
尚多特尔（法語：Champdôtre，法語發音：[ʃɑ̃dotʁ]）是法国科多尔省的一个市镇，属于第戎区。

## 地理
尚多特尔（47°10'53"N, 5°18'13"E）面积10.44 平方千米，位于法国勃艮第-弗朗什-孔泰大區科多尔省，该省份为法国中东部省份，北起奥布省，西接涅夫勒省和约讷省，南至索恩-卢瓦尔省，东南接汝拉省，东临上索恩省，东北部与上马恩省接壤。
与尚多特尔接壤的市镇（或旧市镇、城区）包括：维莱莱波、蓬村、苏瓦朗、蒂勒奈、特雷克兰、特鲁昂、莱马伊。

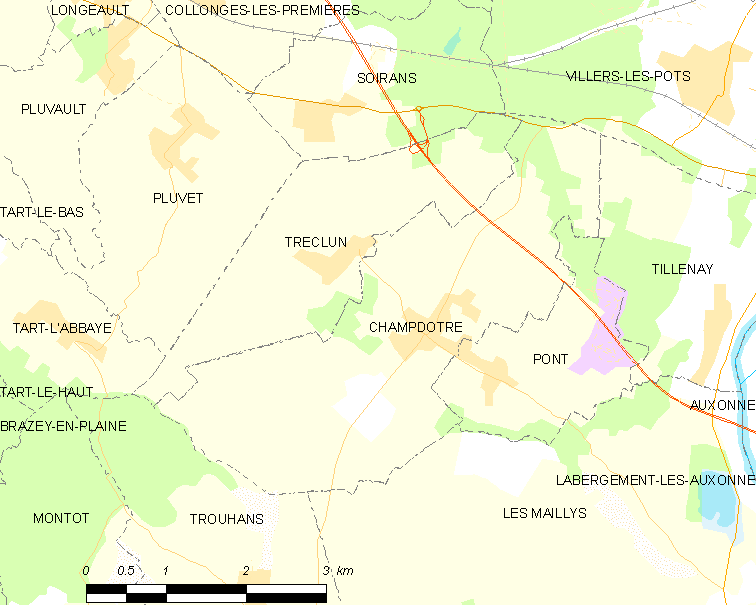
尚多特尔的OSM定位图

尚多特尔的时区为UTC+01:00、UTC+02:00（夏令时）。

## 行政
尚多特尔的邮政编码为21130，INSEE市镇编码为21138。

## 政治
尚多特尔所属的省级选区为欧克索讷县。

## 人口

1962-2008年间尚多特尔人口变化图示

尚多特尔于2022年1月1日时的人口数量为603人。